# Atropellamiento de animales

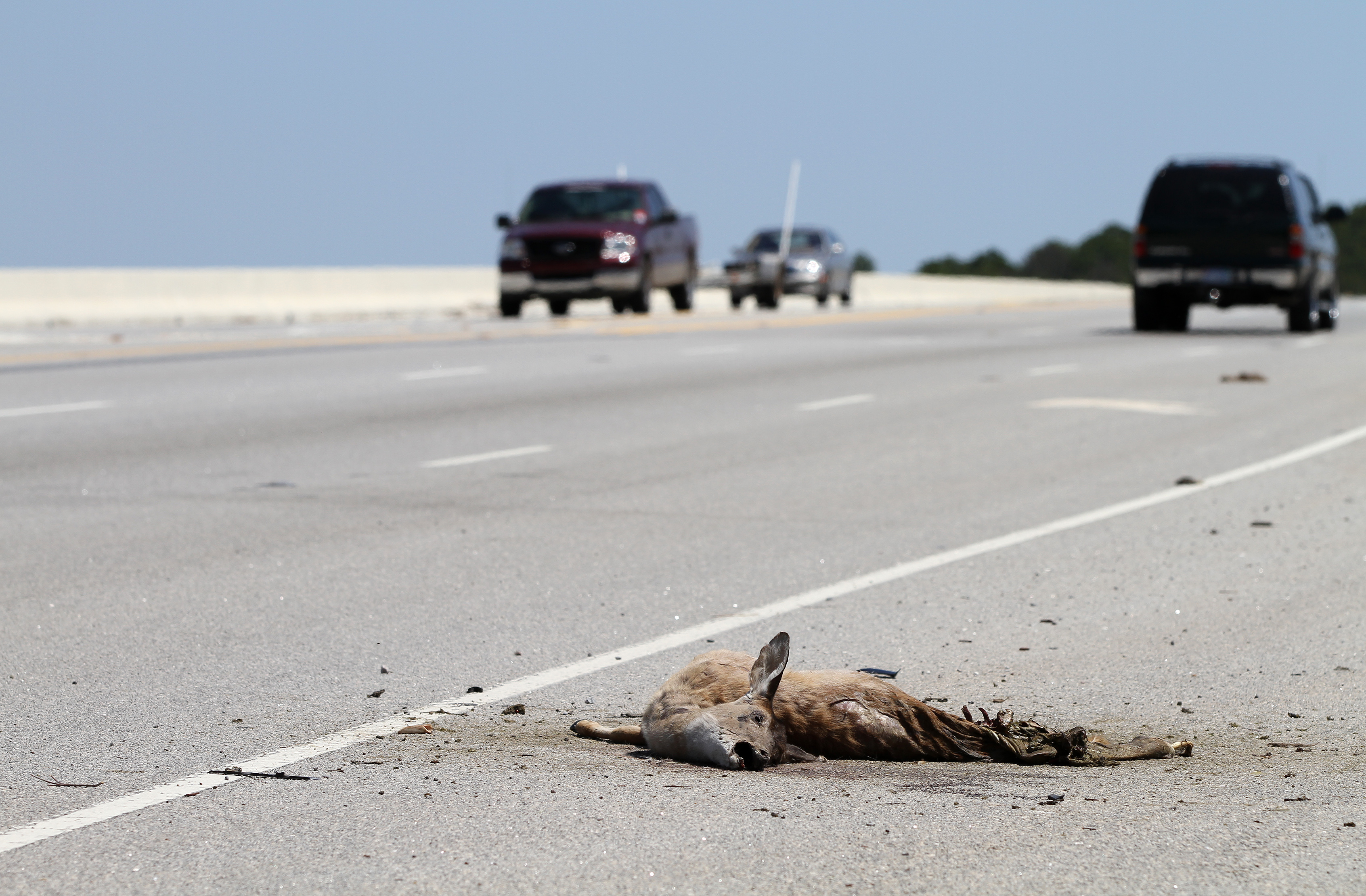
Los restos maltratados de un ciervo atropellado en Carolina del Sur, EE. UU.

El atropellamiento de animales sucede cuando un animal o animales son golpeados y asesinados por conductores de vehículos motorizados en las carreteras.

## Historia
Siendo un fenómeno inexistente antes de la llegada del transporte mecanizado, los atropellamientos se asocian con el aumento de la velocidad de los automóviles a principios del siglo XX. El naturalista Joseph Grinnell, señaló en 1920 que "Esto es una fuente relativamente nueva de fatalidad; y si uno tuviera que estimar el kilometraje total de tales caminos en el estado California, la mortalidad debe aumentar en el cientos y tal vez miles cada 24 horas".
En Europa y América del Norte, los ciervos son los animales con más probabilidades de causar daños a los vehículos. En Australia existen acciones específicas tomadas para proteger contra la variedad de animales que pueden dañar los vehículos, como las defensas (generalmente conocidas en Australia como 'barras de roo', en referencia a los canguros).

## Causas

### Colisiones intencionales
Un estudio en Ontario, Canadá en 1996 encontró muchos reptiles muertos en partes de la carretera donde las llantas de los vehículos no suelen pasar, lo que llevó a la inferencia de que algunos conductores atropellan reptiles intencionalmente.  Para verificar esta hipótesis, una investigación en 2007 encontró que el 2.7% de los conductores golpean intencionalmente a los señuelos de reptiles disfrazados de serpientes y tortugas.  Se vio que varios conductores aceleraban cuando apuntaban a los señuelos. Los conductores masculinos golpean los señuelos de reptiles con más frecuencia que las conductoras femeninas.  Sin embargo, el 3,4% de los conductores masculinos y el 3% de las conductoras se detuvieron para rescatar los señuelos de reptiles.

### Acumulaciones de sal en las carreteras
En las carreteras donde se instalan franjas sonoras para proporcionar una vibración táctil que alerta a los conductores cuando se desvían de su carril, las franjas sonoras pueden acumular sal en las regiones donde se usa. El exceso de sal puede acumularse y atraer tanto a la fauna pequeña como a la grande en busca de salinas ; estos animales corren un gran riesgo de ser atropellados o causar accidentes.

## Distribución y abundancia
Un gran número de mamíferos, aves, reptiles, anfibios e invertebrados mueren en las carreteras del mundo todos los días. El número de animales asesinados en los Estados Unidos se ha estimado en un millón por día.
El número estimado de aves muertas en las carreteras de diferentes países europeos oscila entre 350.000 y 27 millones, dependiendo de factores como la geografía del país y las rutas de migración de las aves.

## Especies afectadas
La mortalidad resultante de los atropellos puede ser muy significativa para las especies con poblaciones pequeñas. Se estima que el atropellamiento es responsable del 50% de las muertes de panteras de Florida y es la principal causa de muerte de tejones en Inglaterra. Se considera que atropellamiento contribuye significativamente a la disminución de la población de muchas especies amenazadas, incluidos el lobo, el koala y el quoll oriental. En Tasmania, Australia, las especies más comunes afectadas por los animales atropellados son las zarigüeyas cola de cepillo y los pademelones de Tasmania.
En 1993, 25 escuelas de Nueva Inglaterra, Estados Unidos, participaron en un estudio de animales atropellados que involucró 1.923 muertes de animales. Por categoría, las víctimas mortales fueron: 81% mamíferos, 15% aves, 3% reptiles y anfibios, 1% indiscernibles. Extrapolando estos datos a nivel nacional, Merritt Clifton (editor de Animal People Newspaper) estimó que los siguientes animales son asesinados anualmente por vehículos motorizados en los Estados Unidos: 41 millones de ardillas, 26 millones de gatos, 22 millones de ratas, 19 millones de zarigüeyas, 15 millones de mapaches, 6 millones de perros y 350.000 ciervos. Es posible que este estudio no haya considerado las diferencias en la observabilidad entre los taxones (por ejemplo, los mapaches muertos son más fáciles de ver que las ranas muertas) y no se ha publicado en la literatura científica revisada por pares. Observabilidad, entre otros factores, puede ser la causa de que las especies de mamíferos dominen los informes de atropellos, mientras que la mortalidad de aves y anfibios probablemente esté subestimada.
En los Estados Unidos, más de 1 millón de animales vertebrados mueren por colisiones de vehículos todos los días. A nivel mundial, el número asciende a aproximadamente 5,5 millones de muertes por día, que cuando se extrapola asciende a más de 2 mil millones anuales.

### Insectos
Un estudio de 2007 mostró que los insectos también son propensos a un riesgo muy alto de incidencia de atropellos. La investigación mostró patrones interesantes en los insectos atropellados en relación con la densidad de vehículos.
La disminución de insectos que mueren a manos de los automóviles se conoce como el " fenómeno del parabrisas". En 2003-2004, la Royal Society for the Protection of Birds investigó informes anecdóticos sobre la disminución de las poblaciones de insectos en el Reino Unido al pedir a los conductores que colocaran un rectángulo de PVC del tamaño de una postal, llamado "splatómetro", en la parte delantera de sus automóviles. Participaron casi 40.000 conductores y los resultados encontraron un insecto aplastado por cada 5 millas (8 km) conducido. Esto contrasta con hace 30 años, cuando los automóviles estaban completamente cubiertos de insectos, lo que respalda la idea de que la cantidad de insectos había disminuido.
En 2011, el biólogo holandés Arnold van Vliet coordinó un estudio similar sobre la muerte de insectos en las placas de los automóviles. Encontró dos insectos muertos en el área de la matrícula por cada 10 kilómetros (6,2 mi) conducido. Esto implica alrededor de 1,6 billones de muertes de insectos atropelladas por automóviles al año en los Países Bajos, y alrededor de 32,5 billones de muertes en Estados Unidos si las cifras se extrapolan allí. El número crece a 228 billones por año si se extiende a nivel mundial.

### Carroñeros
Un aspecto que rara vez se considera positivo de los animales atropellados es la disponibilidad regular de carroña que proporciona a especies carroñeras como buitres, cuervos, zorros, zarigüeyas de Virginia y una amplia variedad de insectos carnívoros. Las áreas con poblaciones sólidas de carroñeros tienden a ver cadáveres de animales atropellados que se llevan rápidamente, a veces a los pocos minutos de ser golpeados. Esto puede sesgar los datos y causar una estimación más baja de la cantidad de animales atropellados por año. En áreas particularmente propensas a los animales atropellados, las aves carroñeras dependen de los animales atropellados para satisfacer gran parte de sus necesidades nutricionales diarias, e incluso se las puede ver observando la carretera desde postes telefónicos, cables aéreos y árboles, esperando a que los animales, por lo general ardillas, zarigüeyas y mapaches, sean atropellados. para que puedan descender y alimentarse. Sin embargo, estos carroñeros corren un mayor riesgo de convertirse en atropellados y están sujetos a la presión evolutiva de estar alerta a los peligros del tráfico.
Por el contrario, las áreas donde los carroñeros han sido expulsados (como muchas áreas urbanas) a menudo ven a los animales atropellados pudriéndose indefinidamente en las carreteras y siendo macerados aún más por el tránsito vehicular. Los restos deben ser retirados manualmente por personal dedicado a la eliminación y eliminados mediante cremación sanitaria; esto aumenta en gran medida la molestia pública inherente a los atropellos, complica innecesariamente su eliminación y consume dinero público adicional, tiempo y combustible que podría gastarse en otros proyectos de mantenimiento de carreteras.[cita requerida]

## Investigación

### Proyectos de observación de animales atropellados
El estudio de los animales atropellados ha demostrado ser muy susceptible a la aplicación de métodos de observación de ciencia ciudadana. Desde 2009, se han iniciado sistemas de observación de atropellos en todo el estado de los EE. UU., inscribiendo a cientos de observadores para informar sobre atropellos en un sitio web. Los observadores, que suelen ser naturalistas o científicos profesionales, proporcionan identificación, ubicación y otra información sobre las observaciones. Luego, los datos se muestran en un sitio web para una fácil visualización y están disponibles para estudios de causas próximas de atropellos, distribuciones reales de vida silvestre, movimiento de vida silvestre y otros estudios. Los sitios web del sistema de observación de animales atropellados están disponibles para los estados estadounidenses de California, Maine, e Idaho. En cada caso, las carreteras índice se utilizan para ayudar a cuantificar el impacto total de las colisiones de vehículos en taxones de vertebrados específicos. Los investigadores que utilizan datos de plataformas de ciencia ciudadana pueden beneficiarse de una gran cantidad de datos, especialmente para especies icónicas y bien conocidas. Se debe tener cuidado al analizar datos de especies que no son fáciles de identificar, ya que los estudios han demostrado que la identificación errónea no es infrecuente entre estas plataformas.
En el Reino Unido, la Universidad de Cardiff inició el 'Proyecto Splatter' en 2012, con el objetivo de estimar el impacto de las carreteras y el automovilismo en la vida silvestre británica. Desde entonces, ha recopilado datos en su sitio web y en varias plataformas de redes sociales, incluidas Facebook y Twitter.
En India, el proyecto "Proporcionar a los animales un tránsito seguro en las carreteras" (PATH) fue iniciado por el Grupo de Conservación Ambiental en 2015, para estudiar el impacto de las carreteras en la vida silvestre india. Un equipo de cinco conservacionistas de la vida silvestre dirigido por el Sr. R. Mohammed Saleem había emprendido una expedición de cuarenta y cuatro días, viajando más de 17.000 kilómetros a través de 22 estados para estudiar y difundir la conciencia sobre los animales atropellados. También está recopilando datos en su sitio web y plataformas de redes sociales.
En la República Checa, Srazenazver.cz, un sistema en línea de notificación de accidentes de vehículos con animales, recopila datos tanto de profesionales (policía, mantenimiento de carreteras) como de voluntarios sobre accidentes de vehículos con animales salvajes y animales atropellados. La aplicación permite a los usuarios ingresar, editar y buscar datos. Los datos se visualizan en forma de mapas, gráficos o tablas y se analizan en línea (identificación de puntos de acceso KDE+, estadísticas de área).
En Costa Rica, un estudio publicado en el año 2010 en la prestigiosa revista científica Cuadernos de Investigación UNED analizó el impacto de la infraestructura vial sobre la fauna silvestre en un segmento de 800 metros de una carretera secundaria en la región del Valle Central. Durante dos meses, se registraron los atropellos de vertebrados tres veces por semana, con el objetivo de identificar los efectos del tráfico vehicular sobre las poblaciones animales locales. El estudio identificó tres consecuencias principales de las carreteras en la fauna: pérdida de conectividad entre hábitats, reducción del ámbito de distribución y disminución poblacional por atropellos. De estos, la muerte por atropello fue el fenómeno más visible y cuantificable. En total, se documentaron 12 atropellos, siendo el grupo más afectado la familia Bufonidae (sapos), con cinco individuos muertos. Curiosamente, se encontró una correlación negativa (r = –0,545) entre la cantidad de vehículos y el número de atropellos, observándose más muertes durante los períodos de menor tránsito vehicular. Este estudio aportó evidencia sobre cómo incluso carreteras secundarias pueden tener un impacto significativo en la biodiversidad local, y destaca la necesidad de implementar medidas de mitigación para reducir la mortalidad de fauna en zonas de alta riqueza ecológica.

### Guía estatal de identificación de animales salvajes atropellados
La primera guía de identificación de animales salvajes atropellados producida por una agencia estatal en América del Norte fue publicada por el Ministerio de Transporte de Columbia Británica (BCMoT) en Canadá en 2008. La "Guía de identificación de animales salvajes atropellados" del BCMoT se centró en los grandes carnívoros y ungulados más comunes que se encuentran en la Columbia Británica. La guía se desarrolló para ayudar a los contratistas de mantenimiento de BCMoT a identificar los cadáveres de vida silvestre que se encuentran en las carreteras provinciales como parte de sus responsabilidades para el Sistema de Informe de Accidentes de Vida Silvestre (WARS) de BCMoT.

## Prevención

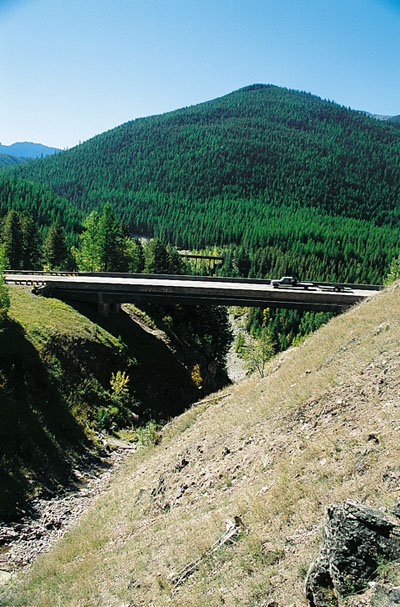
Las cabras montesas solían cruzar la Ruta 2 de los EE. UU. para llegar a una collpa de sal al otro lado del cañón. Ahora pueden llegar allí a través de pasadizos rocosos debajo de estos puentes, protegidos de la vista por la cubierta de árboles y la empinada ladera.

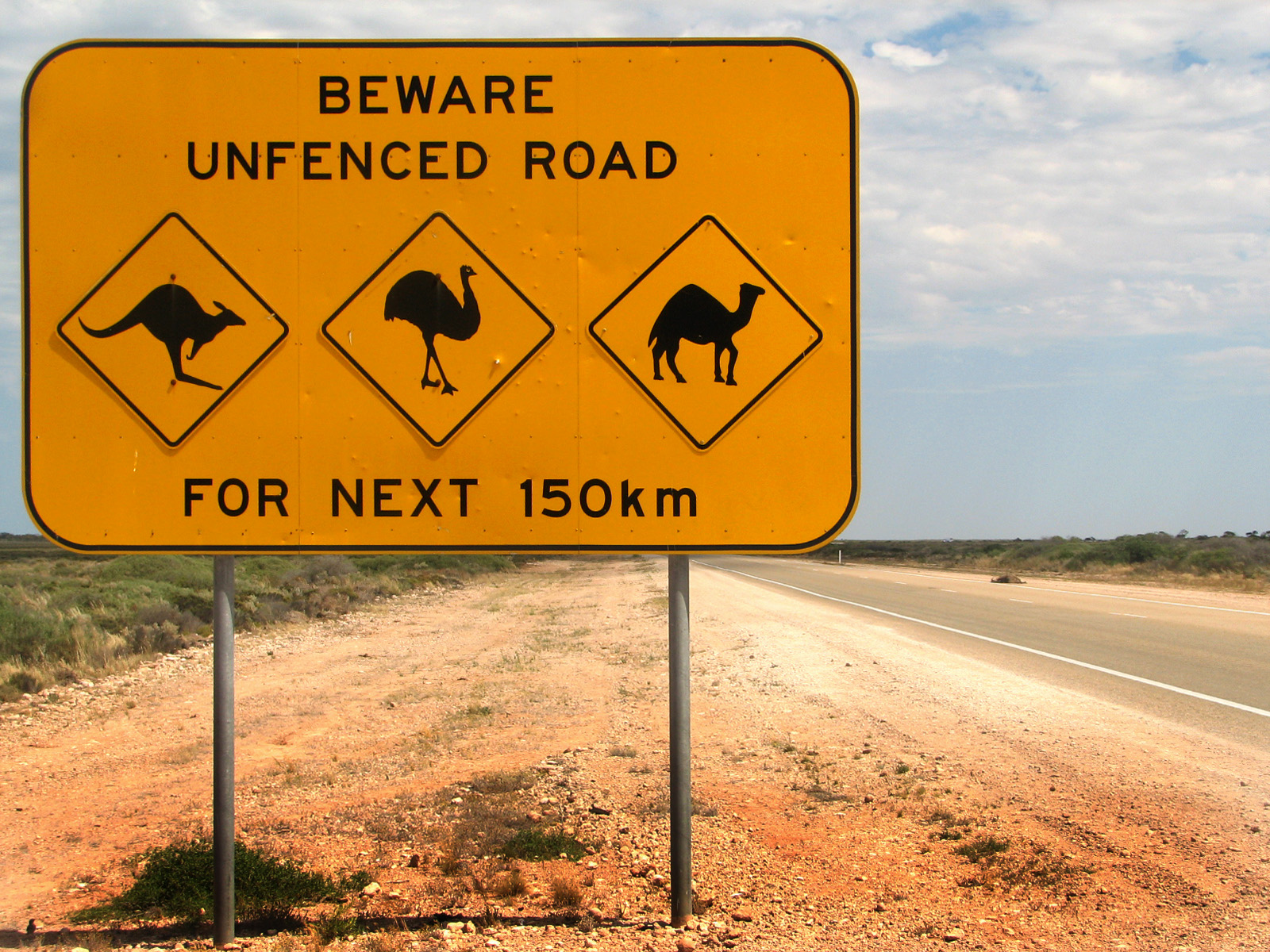
Las señales de tráfico a menudo se utilizan para advertir sobre áreas con mayor actividad animal. Estas señales no siempre tienen éxito, como lo muestra el emú muerto en la lejanía a la derecha de la señal.

Las colisiones con animales pueden tener muchas consecuencias negativas:
- Muerte y sufrimiento de animales atropellados por vehículos
- Lesiones o muerte de los ocupantes del vehículo
- Daño a las especies en peligro de extinción
- Pérdida de ganado o mascotas
- daños al vehículo
- Pérdidas económicas (limpieza, reparación de vehículos, etc.) )
- Siendo una vista desagradable, particularmente costosa para lugares económicamente dependientes del turismo.[13]

Independientemente de la escala espacial en la que se aplique la medida de mitigación, existen dos tipos principales de medidas de mitigación de atropellos: cambiar el comportamiento de los conductores y cambiar el comportamiento de la vida silvestre.
Hay tres posibles formas de cambiar el comportamiento del conductor. Los métodos primarios se enfocan en cambiar la actitud de los conductores al aumentar la conciencia pública y ayudar a las personas a comprender que reducir los accidentes viales beneficiará a su comunidad. La segunda forma potencial es concienciar a las personas sobre áreas peligrosas específicas mediante el uso de señalización, bandas sonoras o iluminación. La tercera forma potencial es reducir la velocidad del tráfico física o psicológicamente, usando chicanes o badenes.
Hay tres categorías de alteración del comportamiento de la vida silvestre. Los métodos primarios disuaden a la vida silvestre de holgazanear en los bordes de las carreteras al reducir los recursos de alimentos y agua, o al hacer que las superficies de las carreteras sean de color más claro, lo que puede hacer que la vida silvestre se sienta más expuesta en la carretera. En segundo lugar, están los métodos para disuadir a la vida silvestre de cruzar las carreteras, al menos cuando hay automóviles presentes, utilizando equipos como silbatos ultrasónicos, reflectores y cercas. En tercer lugar, están los mecanismos para proporcionar cruces seguros, como pasos elevados, pasos inferiores y rutas de escape.
Aunque no es ilegal ayudar a los animales salvajes que están en peligro de morir en la carretera, detenerse en la carretera para hacerlo es potencialmente peligroso y puede provocar lesiones o la muerte de la persona que los está ayudando y/o un conductor distraído que choca contra su vehículo. vehículo estacionado.

### animales grandes

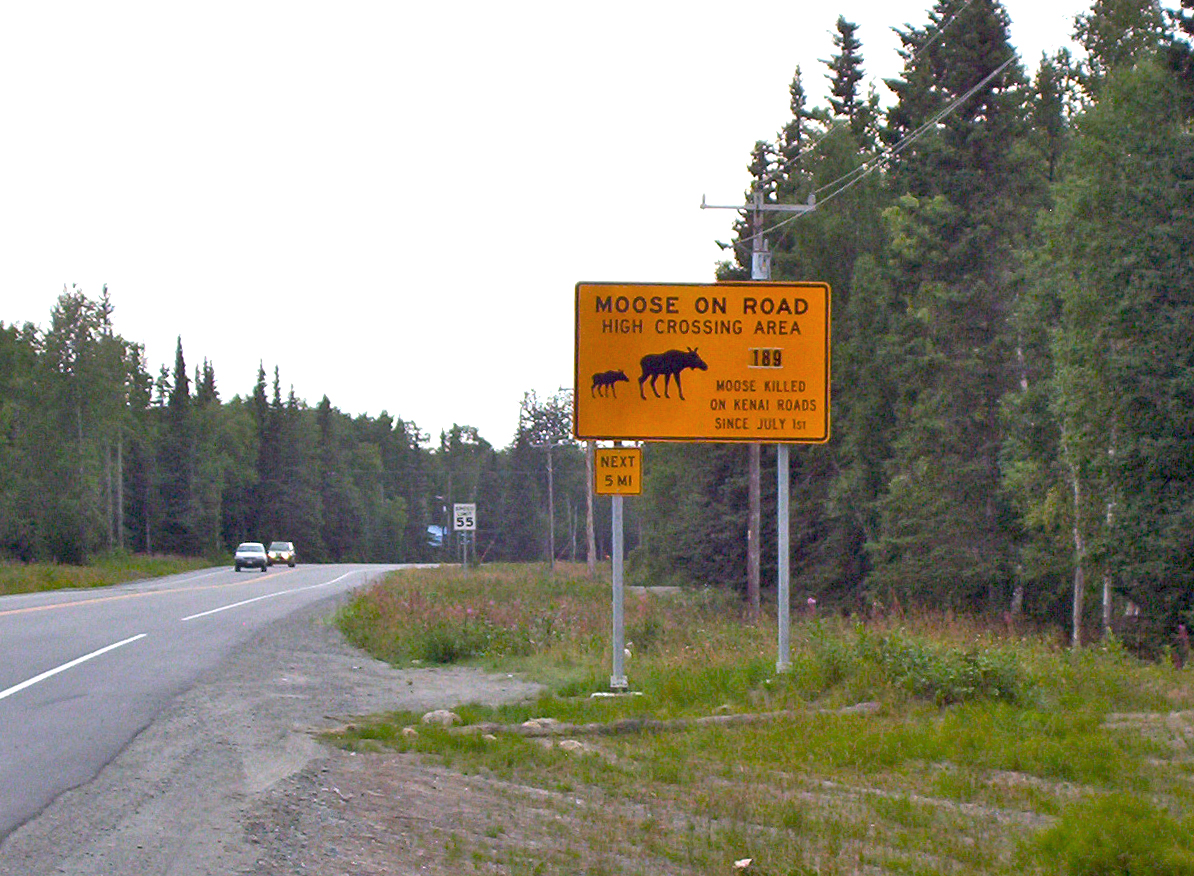
Signo de cruce de alces con contador de muertes, Kenai, Alaska. Los árboles y la maleza cerca de la carretera se recortan para que los alces que se acercan sean más fáciles de ver.

En los EE. UU., se estima que 1,25 millones de reclamos de seguros se presentan anualmente debido a colisiones con ciervos, alces o alces, lo que representa 1 de cada 169 reclamos por daños por colisión.
Las colisiones con animales grandes con astas (como ciervos) son particularmente peligrosas, pero cualquier animal grande con patas largas (por ejemplo, caballos, ganado más grande, camellos) puede representar un riesgo similar de incursión en cabina. También son comunes las lesiones a humanos debido a que el conductor no mantiene el control de un vehículo mientras evita, o durante e inmediatamente después de un impacto animal. El anochecer y el amanecer son los momentos de mayor riesgo de colisión.
La reacción recomendada ante un animal grande (como un alce) es reducir la velocidad en el carril, si es posible, y evitar desviarse bruscamente, lo que podría causar la pérdida de control.<
Los cuernos de venado de advertencia acústica se pueden montar en vehículos para advertir a los venados de los automóviles que se aproximan, aunque se cuestiona su efectividad. Los silbatos ultrasónicos impulsados por el viento a menudo se promocionan como una forma económica y sencilla de reducir la posibilidad de colisiones entre vehículos y vida silvestre. En un estudio, el nivel de presión sonora del silbato fue de 3 dB por encima del nivel de presión sonora del vehículo de prueba, pero no provocó ninguna diferencia observable en el comportamiento de los animales cuando los silbatos estaban activados y no activados, lo que arroja dudas sobre su eficacia.
Ardillas, conejos, pájaros u otros animales pequeños a menudo son aplastados por vehículos. Se pueden producir accidentes graves si los automovilistas se desvían bruscamente o se detienen por las ardillas en la carretera. Este tipo de maniobras evasivas a menudo resultan improductivas, ya que los pequeños roedores y pájaros son mucho más ágiles y rápidos de reaccionar que los automovilistas en vehículos pesados. Es muy poco lo que un conductor puede hacer para evitar una ardilla o un conejo que se lanza de manera impredecible, o incluso para golpear uno intencionalmente. El curso de acción sugerido es continuar conduciendo de una manera predecible y segura, y dejar que el pequeño animal decida en el impulso del momento en qué dirección correr o volar; la mayoría de los encuentros vehiculares terminan sin daño para ninguna de las partes. También son comunes las lesiones a humanos debido a que el conductor no mantiene el control de un vehículo mientras evita, o durante e inmediatamente después de un impacto animal. El anochecer y el amanecer son los momentos de mayor riesgo de colisión. También son comunes las lesiones a humanos debido a que el conductor no mantiene el control de un vehículo mientras evita, o durante e inmediatamente después de un impacto animal. El anochecer y el amanecer son los momentos de mayor riesgo de colisión.

### Conducción nocturna
Aunque los ataques pueden ocurrir en cualquier momento del día, los ciervos tienden a moverse al anochecer y al amanecer, y son particularmente activos durante la temporada de apareamiento de octubre a diciembre, así como a finales de marzo y principios de abril en el hemisferio norte. Conducir de noche presenta sus propios desafíos: las especies nocturnas están activas y la visibilidad, en particular la visibilidad lateral, se reduce. Los pingüinos, por ejemplo, son víctimas comunes del tráfico atropellado en Wellington, Nueva Zelanda, debido a su color y al hecho de que llegan a tierra al anochecer y se van de nuevo al amanecer.
Los conductores nocturnos deben reducir la velocidad y usar las luces altas de los faros cuando sea posible para tener el máximo tiempo para evitar una colisión. Sin embargo, cuando los faros se acercan a un animal nocturno, es difícil para la criatura ver el automóvil que se aproxima (los animales nocturnos ven mejor con poca luz que con luz brillante). Además, el resplandor de los faros de los vehículos que se aproximan puede deslumbrar a algunas especies, como los conejos; se congelarán en el camino antes que huir. Puede ser mejor encender y apagar las luces delanteras, en lugar de dejarlas encendidas continuamente mientras se acerca a un animal.
Las tácticas simples de reducir la velocidad y escanear ambos lados de la carretera en busca de venados pueden mejorar la seguridad del conductor por la noche, y los conductores pueden ver el reflejo de los ojos de un animal antes de ver al animal en sí.

### Cruces de vida silvestre
Los cruces de vida silvestre permiten que los animales viajen por encima o por debajo de las carreteras. Se utilizan más ampliamente en Europa, pero también se han instalado en algunos lugares de EE. UU. y en partes del oeste de Canadá . A medida que las nuevas carreteras provocan que los hábitats se fragmenten cada vez más, estos cruces pueden desempeñar un papel importante en la protección de especies en peligro de extinción.
En los EE. UU., las secciones de la carretera que se sabe que tienen mucho tráfico cruzado de ciervos generalmente tendrán señales de advertencia que representan un ciervo saltando; existen signos similares para alces, alces y otras especies. En el oeste americano, las carreteras pueden atravesar grandes áreas designadas como " campo abierto ", lo que significa que no hay cercas que separen a los conductores de los animales grandes como el ganado o el bisonte . Un conductor puede tomar una curva para encontrar una pequeña manada parada en el camino. Las áreas de campo abierto generalmente están marcadas con letreros y protegidas por un guardia de ganado .
En un intento por mitigar USD 1200 millones en daños vehiculares relacionados con animales, algunos estados de EE. UU. cuentan ahora con sistemas sofisticados para proteger a los automovilistas de animales grandes. Uno de estos sistemas se llama Sistema de Detección de Animales en las Carreteras. Un sensor alimentado por energía solar puede detectar animales grandes como ciervos, osos, alces y alces cerca de la carretera y luego encender una luz para alertar a los conductores que se aproximan. La distancia de detección del sensor varía de 650 pies a ilimitada, dependiendo del terreno.

### Cruces de dosel

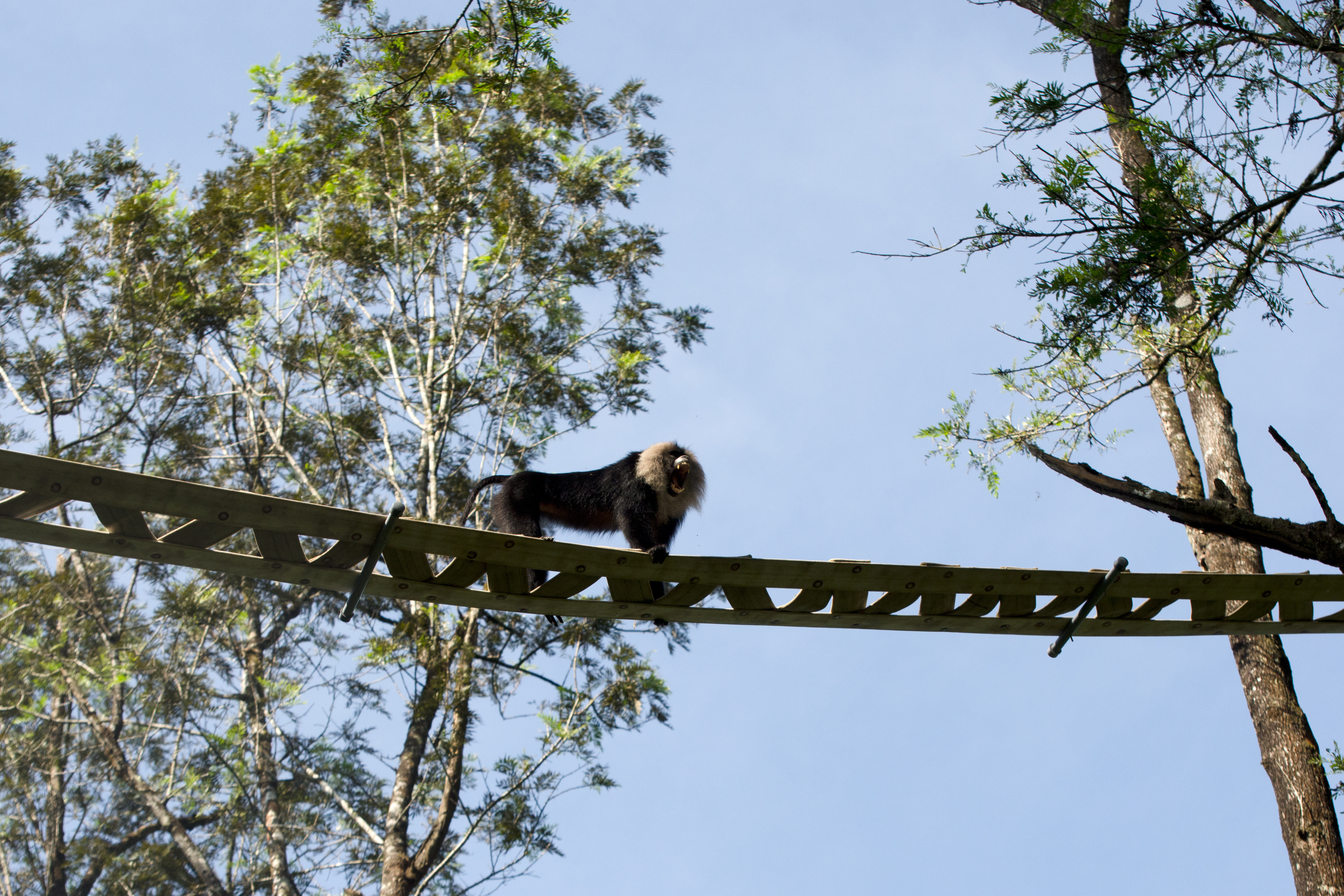
Macaco cola de león (Macaca silenus) en el puente del dosel en Annamalai Hills

La tala de árboles asociada con la construcción de carreteras produce una brecha en el dosel del bosque que obliga a las especies arbóreas (que habitan en los árboles) a bajar al suelo para cruzar la brecha. Se han construido cruces de dosel para ardillas rojas en Gran Bretaña, monos colobos en Kenia y zarigüeyas de cola anillada en Far North Queensland, Australia. Los cruces tienen dos propósitos: garantizar que las carreteras no restrinjan el movimiento de animales y también reducir los animales atropellados. La instalación de los cruces de dosel puede ser relativamente rápida y económica.

### Rutas de escape
Los terraplenes, los cortes y las cercas que atrapan a los animales en el camino están asociados con los animales atropellados.  Para aumentar la probabilidad de escape de una vía principal, se han construido rutas de escape en las vías de acceso. Las rutas de escape pueden considerarse como una de las medidas más útiles, especialmente cuando se construyen nuevos caminos o se mejoran, amplían o sellan los caminos. Se pueden realizar investigaciones sobre la eficacia de las rutas de escape mediante la observación de la respuesta de los animales a los vehículos en lugares con rutas de escape y barreras naturales, en lugar de probar rutas de escape construidas especialmente.[cita requerida]

### Cercados
En New Forest, en el sur de Inglaterra, hay una propuesta para cercar los caminos para proteger al poni de New Forest .[cita requerida] Sin embargo, esta propuesta es controvertida.

## Disposición
La eliminación de cadáveres de animales de las carreteras se considera esencial para la seguridad pública.  La eliminación elimina la distracción potencial y el peligro del cadáver para otros automovilistas.  La retirada rápida también puede evitar la muerte de otros animales que deseen alimentarse del cadáver, así como de animales que puedan salir a la carretera para intentar mover el cuerpo de un animal de su grupo social.  A veces, en lugar de retirarlo, el cadáver se traslada a un derecho de paso público cercano donde puede ser consumido por los carroñeros, pero no se coloca en una zanja o donde las vías fluviales pueden estar contaminadas. Cubrir el cadáver con astillas de madera puede ayudar en la descomposición y minimizar el olor.

## Comer animales atropellados
Si está lo suficientemente fresco, el animal atropellado se puede comer, y hay varios libros de recetas dedicados al animal atropellado. La práctica de comer animales muertos en el camino generalmente se ridiculiza y la mayoría de la gente considera que no es segura,  higiénica o saludable. Por ejemplo, cuando la legislatura de Tennessee intentó legalizar el uso de animales asesinados accidentalmente, se convirtieron en objeto de estereotipos y humor burlón. Sin embargo, en algunas culturas existe la tradición de utilizar animales atropellados frescos como fuente nutritiva y económica de carne similar a la que se obtiene de la caza .